# Franz Kernic

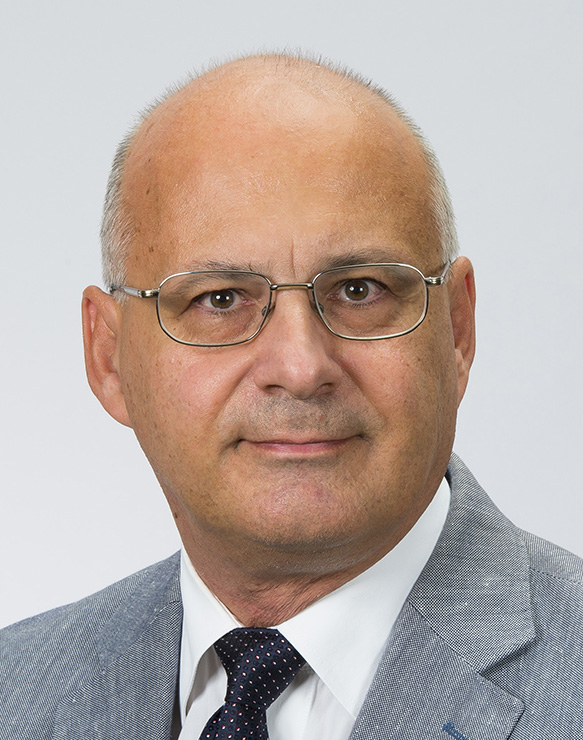
Franz Kernic (2016)

Franz Kernic (* 1960 in Wien) ist ein österreichischer Offizier (Oberst), Historiker, Politikwissenschaftler und Soziologe.

## Leben
Kernic trat nach der Matura 1978 in das österreichische Bundesheer ein. Er absolvierte die Theresianischen Militärakademie (1979–1982) und studierte von 1980 bis 1985 nebenberuflich Geschichte und Politikwissenschaft an der Universität Wien (Mag. phil.). Von 1982 bis 1984 war er beim Fliegerregiment 1 der österreichischen Luftstreitkräfte in Langenlebarn stationiert. Ende 1984 kam er an das Institut für militärische Sicherheitspolitik an der Landesverteidigungsakademie in Wien, wo er als Hauptlehroffizier und Forscher tätig war. 1987 wurde er an der Universität Wien mit der Dissertation Die freiheitliche Wehrpolitik in der zweiten Republik, Studie zur Wehrprogrammatik und -politik des VdU und der FPÖ von 1949 bis 1986 (erschienen in der Reihe Militärgeschichtliche Dissertationen österreichischer Universitäten) zum Dr. phil. promoviert. Von 1993 bis 1997 arbeitete er am Institut für strategische Forschung.
Weiterhin studierte er Philosophie und Katholische Theologie an der Universität Wien, der Hochschule für Philosophie München und der Fernuniversität in Hagen (M.A. 2000 über Emmanuel Lévinas). 2001 folgte die Habilitation für das Fach Politikwissenschaften an der Sozial- und Wirtschaftswissenschaftlichen Fakultät der Universität Innsbruck (Habilitationsschrift: Politik und Militär. Ansätze zu einer phänomenologischen und sozialwissenschaftlichen Kritik der militärischen Gewalt), wo er eine Universitätsdozentur erhielt. 2004 habilitierte er sich für Allgemeine Soziologie unter besonderer Berücksichtigung der Militärsoziologie an der Fakultät für Sozialwissenschaften der Universität der Bundeswehr München in Neubiberg und wurde Privatdozent ebendort.
Seit 2008 ist er Professor für Soziologie am Department of Security, Strategy and Leadership der Schwedischen Verteidigungshochschule (Försvarshögskolan) in Stockholm, Schweden, wo er seit 2013 beurlaubt ist. Seitdem ist er Dozent für Führung und Kommunikation an der Militärakademie an der ETH Zürich MILAK in der Schweiz. Weiterhin ist er Vortragender am Department für Wirtschaftsrecht und Europäische Integration an der niederösterreichischen Universität für Weiterbildung Krems.
Er war u. a. 1998 Visiting Scholar am Department of Political Science der Southwest Texas State University in San Marcos, 2000 Visiting Research Fellow an der Stanford University in Palo Alto/Kalifornien, 2004 Visiting Professor und Ministro José Ignacio Zenteno Chair in Strategic Studies an der Päpstlichen Katholischen Universität von Chile in Santiago und 2005/07/08 Visiting-Scholar-in-Residence und Sessional Lecturer bzw. Visiting Professor am Center for European Studies der Carleton University in Ottawa/Ontario. 2009 war er Fulbright Visiting Professor an der University of Minnesota in Minneapolis. Weitere Stationen führten ihn u. a. an das King’s College London, das George C. Marshall Europäisches Zentrum für Sicherheitsstudien in  Garmisch-Partenkirchen, das Institut der Europäischen Union für Sicherheitsstudien in Paris, die Northwestern University in Evanston/Illinois und die Universität Complutense Madrid.
Seine Forschungsschwerpunkte sind u. a. Internationale Beziehungen, Friedens- und Konfliktforschung, Sicherheitspolitik, Militärsoziologie, Politische Theorie und Soziologie, Europäische Integration, Führung und Kommunikation sowie Lateinamerikastudien.

## Schriften (Auswahl)
- Zwischen Worten und Taten. Die Wehrpolitik der Freiheitlichen 1949–1986 (= Militärgeschichtliche Dissertationen österreichischer Universitäten. 8). Österreichischer Bundesverlag, Wien 1988, ISBN 3-215-06415-4.
- mit Udo Rumerskirch, Wolfgang Schneider: Die isolierte Armee. Kritische Bemerkungen zur Landesverteidigung. Signum-Verlag, Wien 1990, ISBN 3-85436-099-1.
- Demokratie und Wehrsystem. Aufsätze zum Verhältnis von Gesellschaft, politischem System und Heer in Österreich (= Studien zur Verteidigungspädagogik, Militärwissenschaft und Sicherheitspolitik. Bd. 3). Lang, Frankfurt am Main u. a. 1997, ISBN 3-631-31580-5.
- mit Harald Haas: Zur Soziologie von UN-Peacekeeping-Einsätzen. Ergebnisse sozialempirischer Erhebungen bei österreichischen UN-Kontingenten (= Forum innere Führung. Bd. 2). Nomos, Baden-Baden 1998, ISBN 3-7890-5494-1.
- mit Harald Haas: Warriors for peace. A sociological study on the Austrian experience of UN peacekeeping (= Studien zur Verteidigungspädagogik, Militärwissenschaft und Sicherheitspolitik. Bd. 6). Lang, Frankfurt am Main u. a. 1999, ISBN 3-631-35094-5.
- Sozialwissenschaften und Militär. Eine kritische Analyse. Deutscher Universitätsverlag, Wiesbaden 2001, ISBN 3-8244-4473-9.
- Krieg, Gesellschaft und Militär. Eine kultur- und ideengeschichtliche Spurensuche (= Forum innere Führung. Bd. 14). Nomos, Baden-Baden 2001, ISBN 3-7890-7422-5.
- Tod und Unendlichkeit. Über das Phänomen des Todes bei Emmanuel Lévinas (= Schriftenreihe Boethiana. Bd. 55). Kovač, Hamburg 2002, ISBN 3-8300-0765-5.
- mit Werner W. Ernst (Hrsg.): Öffentliche Meinung und europäische Sicherheitspolitik. Österreichs Sicherheits- und Verteidigungspolitik im Umbruch (= Militär und Sozialwissenschaften. Bd. 28). Nomos, Baden-Baden 2002, ISBN 3-7890-7857-3.
- mit Jean M. Callaghan, Philippe Manigart: Public opinion on European security and defense. A survey of European trends and public attitudes toward CFSP and ESDP (= Studies for military pedagogy, military science & security policy. Bd. 7). Lang, Frankfurt am Main u. a. 2002, ISBN 3-631-39173-0.
- Kritik der militärischen Gewalt. [Eine gesellschaftstheoretische Analyse zum Verhältnis von Politik, Staat und organisierter kollektiver Gewaltanwendung]. Lang, Frankfurt am Main u. a. 2003, ISBN 3-631-39660-0.
- mit Jean M. Callaghan (Hrsg.): Armed forces and international security. Global trends and issues. Lit, Münster 2003, ISBN 3-8258-7227-0.
- mit Karl W. Haltiner, Paul Klein (Hrsg.): The European armed forces in transition. A comparative analysis. Lang, Frankfurt am Main u. a. 2005, ISBN 3-631-53366-7.
- mit Gunther Hauser (Hrsg.): Handbuch zur europäischen Sicherheit. Lang, Frankfurt am Main u. a. 2005, ISBN 3-631-52920-1. (2. durchgesehene Auflage 2006)
- mit Walter Feichtinger (Hrsg.): Transatlantische Beziehungen im Wandel. Sicherheitspolitische Aspekte der Beziehungen zwischen der Europäischen Union und Lateinamerika. Nomos, Baden-Baden 2006, ISBN 3-8329-2015-3.
- Die Außenbeziehungen der Europäischen Union. Eine Einführung. Lang, Frankfurt am Main u. a. 2007, ISBN 978-3-631-54952-0.
- mit Gunther Hauser (Hrsg.): China. The rising power. Lang, Frankfurt am Main u. a. 2009, ISBN 978-3-631-58269-5.
- mit Harald Haas, Andrea Plaschke (Hrsg.): Leadership in challenging situations. Lang, Frankfurt am Main u. a. 2012, ISBN 978-3-631-62273-5.
- mit Sven Bernhard Gareis, Gunther Hauser (Hrsg.): The European Union – a global actor?. Budrich, Opladen u. a. 2013, ISBN 978-3-8474-0040-0.